# Commelina dianthifolia
Commelina dianthifolia är en himmelsblomsväxtart som beskrevs av Alire Raffeneau Delile. Commelina dianthifolia ingår i släktet himmelsblommor, och familjen himmelsblomsväxter.

## Underarter
Arten delas in i följande underarter:
- C. d. dianthifolia
- C. d. longispatha